# Ojciec Pio (film)
Ojciec Pio (wł. Padre Pio) – włoski film telewizyjny z 2000, będący biografią słynnego włoskiego świętego i stygmatyka Francesco Forgione, znanego też jako ojciec Pio. Film składa się z dwóch części.

## Obsada
- Gianni Bonagura jako ojciec Benedetto
- Sergio Castellitto jako ojciec Pio
- Jürgen Prochnow jako wizytator
- Pierfrancesco Favino jako Emanuele Brunatto
- Lorenza Indovina jako Cleonice
- Tosca D’Aquino jako Lea Padovani
- Anita Zagaria
- Franco Trevisi jako arcybiskup Foggia
- Andrea Buscemi
- Pietro Biondi
- Mario Erpichini
- Roberto Chevalier jako ojciec Agostino Gemelli
- Raffaele Castria jako ojciec Agostino
- Elio Germano jako Francesco (16 lat)
- Flavio Insinna jako ojciec Paolino
- Andrea Tidona jako lekarz
- Davide Quatraro
- Rosa Pianeta jako Carmela Morcaldi
- Loris Pazienza
- Camillo Milli jako biskup Pannullo
- Adolfo Lastretti jako ojciec Raffaele
- Sergio Albelli jako wędrowiec